# Julius Albert Krug
Julius Albert Krug (Madison, 23 novembre 1907 – Knoxville, 26 marzo 1970) è stato un politico statunitense.
Fu Segretario degli Interni degli Stati Uniti d'America, a capo del  Dipartimento dell'Interno degli Stati Uniti d'America, durante la presidenza di Harry S. Truman dal 1946 al 1949.